# Ernest Bauer
Ernest Bauer (* 4. April 1910 in Zagreb; † 29. Dezember 1995 ebenda) war ein österreichischer Historiker, Publizist und Politikwissenschaftler kroatischer Abstammung. Als exilkroatischer Aktivist trat er für ein unabhängiges Kroatien ein und war ein prominenter Gegner Jugoslawiens.

## Leben und Wirken
Er wurde als Sohn des deutschsprachigen Architekten Bruno Bauer und einer kroatischen Mutter in Zagreb, geboren. Nachdem Bauer in Zagreb ein Studium zum Lehramt und der Philosophie abgeschlossen hatte, war es ihm dank eines Stipendiums des französischen Außenministeriums  möglich in Straßburg weiter zu studieren. 
1937 erhielt er ein Stipendium der Alexander-von-Humboldt-Stiftung und promovierte in Leipzig. Nach seiner Rückkehr nach Kroatien wurde er für die Presseagentur Europapress tätig. Nach dem Jugoslawischen Staatsstreich 1941 wurde er verhaftet, um wenig später im Unabhängigen Staat Kroatien Leiter der Pressestelle des Auswärtigen Amtes in Kroatien zu werden. Er arbeitete auch für den Pressedienst des Ustascha-Regimes. 1943 wurde Bauer zum Assistenzprofessor für Slawistik an der Universität Zagreb ernannt.
Nach dem Zweiten Weltkrieg lebte er in Österreich. 1948 promovierte er an der Universität Graz in Politikwissenschaften. Ab 1954 lebte er in München und war als Chefredakteur der Zeitschrift Kroatische Berichte tätig. In den 1950er-Jahren wurde er als Sekretär und späterer Präsident zu einer Schlüsselfigur des Kroatischen Nationalkomitees (Hrvatski narodni odbor; nicht zu verwechseln mit dem terroristischen Hrvatski narodni otpor) in München. In den 1970er-Jahren war er Mitglied des Kroatischen Nationalrates und hatte dabei Kontakte zum Bundesamt für Verfassungsschutz. Bauer fungierte als Verbindungsmann des BND zu exilkroatischen Organisationen.

## Veröffentlichungen
- Današnja Njemačka, Zagreb, 1937.
- Štampa europskih velevlasti i Amerike, Zagreb, 1940.
- Hrvati u Tridesetgodišnjem ratu, Zagreb, 1941.
- Die Entwicklung der Publizistik in Kroatien. Zagreb 1942 (kroatisch: Razvitak publicistike u Hrvatskoj).
- Novo lice Rumunjske, Zagreb, 1943.
- Glanz und Tragik der Kroaten. Herold Verlag, Wien/München 1969 (kroatisch: Slava i tragika Hrvata, 1973; Neuauflage: Sjaj i tragika hrvatskog oružja. Nakladni zavod Matice hrvatske, Zagreb 1991, ISBN 86-401-0234-1).
- Zwischen Halbmond und Doppeladler : 40 Jahre österreichischer Verwaltung in Bosnien und Herzegowina. Wien/München 1971.
- Drei Leopardenköpfe in Gold: Österreich in Dalmatien. Wien/München 1973.
- Joseph Graf Jellachich : Banus von Kroatien. Wien 1975 (kroatisch: Hrvatski ban Jelačić, München, 1981).
- Aloisius Kardinal Stepinac : Ein Leben für Wahrheit, Recht und Gerechtigkeit. Recklinghausen 1984.
- Der Löwe vom Isonzo. Feldmarschall Svetozar Boroević de Bojna. Graz 1985 (italienisch: Boroevic il leone dell'Isonzo, Gorica, 1986).
- Život je kratak san : Uspomene 1910–1985 [Das Leben ist ein kurzer Traum : Erinnerungen 1910–1985]. Knjižnica  Hrvatske Revije, München/Barcelona 1986.
- Der letzte Paladin des Reiches : Stjepan pl. Sarkotić. Graz 1988 (italienisch: L'ultimo paladino dell'impero : il colonnello generale Stefan Sarkotić barone von Lovćen, Triest, 1989).